# Partei Bibeltreuer Christen
De Partei Bibeltreuer Christen ('Partij van Bijbelgetrouwe christenen') is een voormalige christelijk-conservatieve politieke partij in de Bondsrepubliek Duitsland, die bestaan heeft van 1989 tot 2015 en opgegaan is in de Bündnis C – Christen für Deutschland.
De partij behaalde doorgaans 0,2% van de Duitse stemmen. Dit kwam overeen met circa 100.000 stemmen, zodat de PBC nooit in de bondsdag vertegenwoordigd was. De partij streefde naar het tot gemeenschappelijke norm verheffen van Gods wetten en geboden en een daarop gebaseerde levenshouding. Deze norm werd ontleend aan een christelijke interpretatie van de Bijbel.
De partij was sterk pro-Israël en fel gekant tegen abortus. Ze beijverde zich voor een grotere staatsrechtelijke waardering van huwelijk en gezin.